# Paul Troost
Paul Ludwig Troost (17. august 1878 i Elberfeld – 21. januar 1934 i München) var en tysk arkitekt. Blandt andet opførte han fra 1933 det såkaldte Führerbau ved Königsplatz i München og havde ansvaret for ombyggelsen af det såkaldte Braunes Haus i München.
Troost studerede arkitektur ved Technischen Hochschule Darmstadt bl.a. under professor Karl Hofmann. Efter studietiden arbejde han i begyndelsen under dennes bror Konsistorialbaumeister Ludwig Hofmann og fra ca. 1900 som kontorchef ved Martin Dülfer i München. Fra 1904 (nogle kilder siger 1906) arbejdede han som selvstændig arkitekt i München. Mellem 1912 og 1930 indrettede han adskillige atlanterhavsdampere for Norddeutscher Lloyd. Han bidrog væsentligt ved indretningen af slottet Cecilienhof.
Før Albert Speer var Troost Adolf Hitlers yndlingsarkitekt, og for ham ombyggede han fra 1933 den såkaldte "Führerwohnung" i det gamle rigskancelli og udstyrede det i typisk 3. rige stil. I den forbindelse benyttede Troost i vidt omfang stilelementer og motiver fra indretningen af dampskibene og et monumentaliseret Art Deco. Hans mest kendte bygningsværk er det efter hans død færdiggjorte "Haus der Deutschen Kunst" (nu: Haus der Kunst) i München, hvor den "Store tyske kunstudstilling" blev holdt. 
Efter sin død blev Troost i 1937 tildelt den nye Deutscher Nationalpreis für Kunst und Wissenschaft. Hans enke Gerdy Troost havde efterfølgende stor indflydelse på arkitekturen under nationalsocialismen.
Troost ligger begravet på Münchner Nordfriedhof.

## Byggerier
(Udvalg)
- 1902: Becker Familiegravstedet på den jødiske kirkegård i Berlin-Weißensee (som Martin Dülfers medarbejder)
- ca. 1903: Bolig for landskabsmaleren professor Benno Becker i München-Bogenhausen (som Martin Dülfers medarbejder) (nedrevet i 1968)
- 1905–1906: Bolig for Felix von Rath i München-Schwabing
- ca. 1907: Bolig i Schwerin
- 1907–1909: Boligen Chillingworth i Nürnberg
- 1933–1936: "Forvaltningsbyggeri" og "Führerbau" forr NSDAP i München
- 1933–1937: "Haus der Deutschen Kunst" i München